# Sachsenspiegel

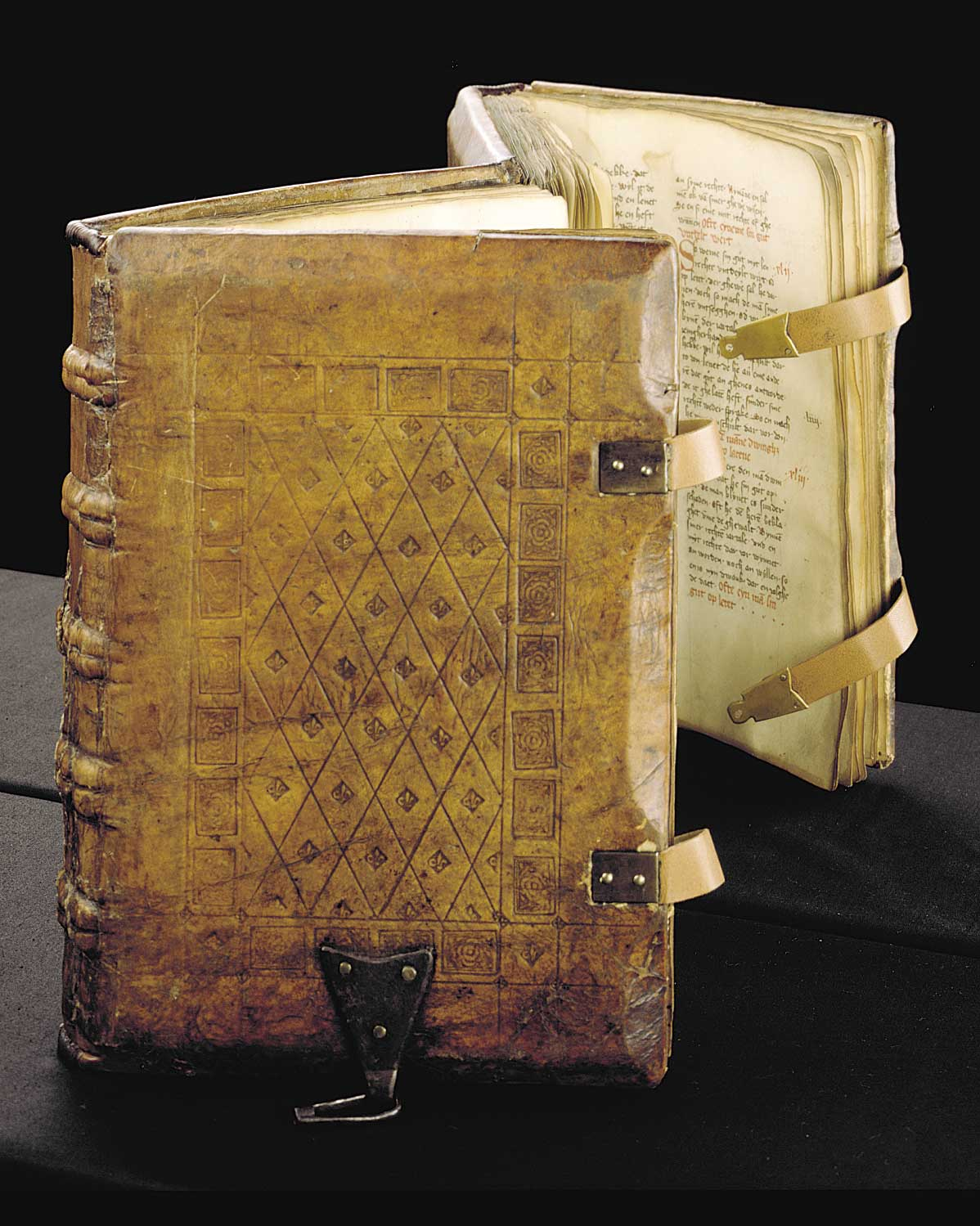
Sachsenspiegel-Handschrift von 1385 der Stadtbibliothek Duisburg

Der Sachsenspiegel (Selbstbezeichnung mittelniederdeutsch: sassen spegel) ist ein zwischen 1220 und 1235 entstandenes Rechtsbuch. Es handelt sich um den mit Abstand am häufigsten handschriftlich überlieferten Rechtstext in deutscher Sprache aus dieser Zeit. Der sächsische Rechtskundige Eike von Repgow, der jedenfalls das Landrecht des Sachsenspiegels verfasste, sagt, er habe sich das niedergelegte Recht nicht ausgedacht, sondern nur an alte Traditionen angeknüpft: „Diz recht ne han ich selve nicht underdacht / iz haben von aldere an unsich gebracht/ Unse gute vore varen“. Das tat er mit großem Erfolg und für ein Rechtsbuch unerreichter Wirkung. Was Eike niederschrieb, blieb für Jahrhunderte geltendes Recht und erfuhr räumliche Verbreitung über Tausende von Kilometern in verschiedene Richtungen.

## Autor und Zielrichtung

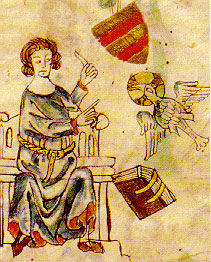
Eike von Repgow aus dem Oldenburger Sachsenspiegel
(um 1336, Landesbibliothek Oldenburg)

Der Sachsenspiegel besteht aus zwei Teilen, dem Landrecht und dem Lehnrecht. Für den ersten und sowohl im Hinblick auf die Überlieferungsdichte wie auch im Hinblick auf heutiges Forschungsinteresse weitaus wichtigeren Teil – das ist das Landrecht – ist sicher, dass Eike von Repgow der Autor war. Das ist sicher, weil Eike von Repgow sich selbst in der Reimvorrede des Sachsenspiegels als Autor zu erkennen gibt. Seine Autorenschaft des Lehnrechtsteils kann hingegen nicht als gesichert gelten.
Über Eike von Repgow und seine seit 1156 nachweisbare Familie ist wenig bekannt, immerhin aber, dass er zwischen ca. 1170/80 und ca. 1230/40 gelebt haben könnte. Seine Erwähnung in einigen Urkunden zu Anfang des 13. Jahrhunderts deuten auf diese Lebensspanne hin und weisen ihn als Zeugen wichtiger Rechtshandlungen auf Versammlungen fürstlicher Landgerichte aus. In der Vorrede seines Werkes gibt er an, den Sachsenspiegel zunächst auf Latein geschrieben und dann ins Deutsche übersetzt zu haben, und zwar auf Bitte seines Herrn, des Grafen Hoyer von Falkenstein. Hintergrund dieser Bitte ist nicht bekannt. Eike entstammte einer Familie, die sich seit 1156 bis in das frühe 19. Jahrhundert hinein in Urkunden nachweisen lässt. Sie nannte sich nach einem kleinen Dorf in Sachsen-Anhalt, das heute Reppichau heißt und einige Kilometer westlich von Dessau liegt. Wahrscheinlich gehörten Teile von Eikes Familie der erzbischöflichen Ministerialität Magdeburgs an. Sein Vater und Großvater könnten Burgmannen auf dem Giebichenstein bei Halle gewesen sein. Möglicherweise war Eike von Repgow ein Lehnsmann des Grafen Hoyer von Falkenstein und gehörte dem Stand der Schöffenbarfreien an, der im Sachsenspiegel immer wieder vorkommt, demgegenüber jedoch in der urkundlichen Überlieferung kaum greifbar ist.
Offenbar war Eike seit Jahrzehnten in Gerichten seiner Heimat tätig gewesen, vielleicht als Schöffe. Er konnte schreiben und offenbar Latein, vielleicht hatte er eine Klosterschule besucht. Ein studierter Jurist war er nicht. Das in seinem Rechtsbuch niedergelegte Recht unterscheidet sich im Hinblick auf Charakter und Geltungskraft vom gelehrten, das heißt römischen und kanonischen Recht. Damit gibt es auch große Unterschiede zum heutigen Rechtsverständnis, das stark vom gelehrten Recht geprägt ist. Streitig ist, inwiefern bzw. in welchem Umfang Eike seinen Sachsenspiegel auf schriftliche Quellen stützte. Nach älterer und wohl herrschender Auffassung schrieb er jedenfalls ganz weitgehend aus dem Gedächtnis und ohne schriftliche Vorlage das gesamte zu seiner Zeit geltende Recht auf, das zuvor allein in der ständigen Übung vor Gericht und anderswo existiert hatte, also nicht schriftlich fixiert war. Wörtliche Übernahmen aus den frühen Volksrechten, wie der Lex Saxonum, konnten jedenfalls nicht nachgewiesen werden.
Wenn also dem gelehrten Recht ein „ungelehrtes“ gegenübersteht, bedeutet das keineswegs, dass es in der mittelalterlichen sächsischen Tradition nicht Rechtsexperten und rechtliches Fachwissen gegeben hätte. Das heutige Begriffsverständnis von „Laie“ verzerrt das Bild, denn es setzt einen Typus von Jurist voraus, den es damals im deutschsprachigen Raum noch nicht gab. Die Bezeichnung „Laie“ wäre nur sinnvoll, wenn man einem sächsischen Schöffen studierte Juristen entgegenhalten könnte. Diese aber existierten zu Eikes Lebenszeit in seiner Heimat eben noch nicht. Weder war es möglich, das sächsische Recht an einer Universität zu studieren (das „gelehrte“ Recht war das römisch-kanonische), noch existierte eine solche im deutschsprachigen Raum um das Jahr 1230. Eike ist der einzige bekannte Kenner dieser Materie, und ihre Überlieferung allein ihm zu verdanken. Dass Eike als Schöffe tätig war, lässt sich nicht nachweisen, es wäre aber standesgemäß gewesen und ist in Anbetracht seines herausragenden Rechtswissens überaus wahrscheinlich. Jedenfalls war er dank seiner praktischen Erfahrung im sächsischen Gerichtswesen zum Experten geworden.
„Rechtsbücher“ wie der Sachsenspiegel wurden in der gängigen Lehr- und Handbuchliteratur nahezu einhellig als „private“ Rechtsaufzeichnungen bezeichnet, da Eike von Repgow kein ausgebildeter Jurist war. Seit längerem bestehen an dieser generalisierenden Charakterisierung jedoch Zweifel. Die aus dem 19. Jahrhundert überkommene Zweiteilung in „privat“ und „öffentlich“ ist eine moderne, dem Mittelalter fremde Vorstellung. Gegen eine Einordnung des Sachsenspiegels als „Privatarbeit“ spricht, dass ihm eine große Verbreitung wie Wirkung ja keineswegs versagt blieb und er von seinem Verfasser offenbar gerade nicht dazu bestimmt war, sein engstes Umfeld nicht zu verlassen. Die Geltung des Sachsenspiegels beruht nicht darauf, dass ein Herrscher ihn in Auftrag gegeben und nach Fertigstellung obrigkeitlich sanktioniert hätte. Eike schrieb vielmehr aus dem Gedächtnis das gesamte in seiner Zeit geltende Recht nieder. Damit war bei ihm keineswegs die Vorstellung verbunden, dass das dort Niedergeschriebene nur deshalb gelten solle, weil es niedergeschrieben war. Die Aufzeichnung des Sachsenspiegels war kein Rechtssetzungsakt, sondern eine Sammlung bereits geltenden Rechts. Geltungsgrundlage war die ständige Übung und allgemeine Akzeptanz, die Gewohnheit. In einer weitgehend schriftlosen Rechtskultur gab es neben dieser Gewohnheit grundsätzlich keine andere Rechtsquelle, so dass es nicht angemessen ist, den heutigen Begriff „Gewohnheitsrecht“ zu verwenden. Dieser nämlich setzt das geschriebene Recht als Pendant voraus, welches zu Eikes Zeit jedenfalls für das einheimische sächsische Recht nicht existierte. Um Missverständnissen vorzubeugen, verwendet die Fachwelt für die Beschreibung dieses Phänomens den Begriff „Rechtsgewohnheit“. Jüngst sprach sich Hiram Kümper für eine Revision des tradierten Rechtsbuchbegriffs aus. Er lehnt die Reduktion auf „Privatarbeiten“ ab. Nach seinem eingebrachten Definitionsvorschlag sind Rechtsbücher „autoritative Lehrbücher“.
Nach eigenen Angaben schrieb Eike den Sachsenspiegel zunächst in lateinischer Sprache nieder und fertigte später dann eine deutsche Übersetzung. Die ältere Forschung hat sich viel damit beschäftigt, diese lateinische Vorlage zu suchen. Über einige Jahrzehnte galt als gesichert, dass die lateinische Vorlage des Lehnrechts der Auctor vetus de beneficiis sei. Ein Argument hierfür beruhte jedoch auf der Annahme, Eike habe neben dem Sachsenspiegel auch die Magdeburger Weltchronik verfasst, was sich mittlerweile als nicht haltbar erwiesen hat. Heute ist somit offen, ob die lateinische Vorlage des Lehnrechtsteils gefunden wurde. Darüber hinaus wird auch bezweifelt, ob Eikes Aussage, er habe zunächst eine lateinische Fassung erstellt, überhaupt zutreffend ist. Denkbar ist auch, dass seine Aussage über eine lateinische Vorlage eine Erfindung ist, die in ein gängiges Konzept seiner Zeit passen und der Rechtfertigung seines damals beispiellosen und gewagten Versuchs, erstmalig Recht in deutscher Sprache aufzuschreiben, dienen könnte. Eike sagte es in seiner Reimvorrede selbst: Nur mit Bedenken („ungerne“) habe er der Bitte des Grafen Hoyer von Falkenstein entsprochen, den Sachsenspiegel auf Deutsch aufzuschreiben.
Eike schrieb tatsächlich geltendes Recht nieder, jedoch gibt es hiervon einige Ausnahmen, bei denen es um eigene, sich mit dem geltenden Recht nicht deckende Auffassungen oder auch Fiktionen geht. Das passt durchaus zum Namen, den er seinem Werk gibt. Dieser nämlich bettet es ein in die Tradition der spätmittelalterlichen Spiegelliteratur. Bei dieser Art von Schrifttum geht es darum, der Leserschaft buchstäblich einen Spiegel (lateinisch Speculum) vorzuhalten, in welchem sie ihr Spiegelbild oder auch ein Zerrbild sehen, mit dem Zweck, sie zu verbessern. Beschrieben wird dabei ein Ideal, an welchem die Wirklichkeit zu messen sein soll, genau wie in Eikes Sachsenspiegel.

## Mittelalterliches Rechtsbuch

### Sprache
Der Sachsenspiegel ist nicht in Latein aufgezeichnet, sondern in Mittelniederdeutsch, genau gesagt in elbostfälisch. Er ist der erste überlieferte längere deutsche Prosatext überhaupt. Beides ist ungewöhnlich, nämlich einerseits, das vorher schriftlose Recht aufzuzeichnen, und andererseits, das in deutscher Sprache zu tun. Der Umstand, dass es sich beim Sachsenspiegel um den ersten längeren Prosatext in deutscher Sprache handelt, macht ihn zu einem begehrten Forschungsobjekt unter Sprachwissenschaftlern. In den letzten Jahrzehnten des 20. Jahrhunderts ist im Bereich der Germanistik ein reges Interesse zu verzeichnen, während die Beschäftigung mit dem Sachsenspiegel an den juristischen Fakultäten deutlich abnahm.

### Entstehungszeit und Entstehungsort
Die Datierung des Sachsenspiegels ist nur annähernd möglich. Nach übereinstimmender Meinung aktueller Forschung wird die Entstehung des Sachsenspiegels zwischen 1220 und 1235 datiert. Der Autograph ist nicht überliefert und die älteste datierte Handschrift (Harffer Sachsenspiegel) entstammt keinem früheren Jahr als 1295. Eike gibt das Datum der Vollendung seines Werkes auch nicht an, so dass eine zeitliche Einordnung nur anhand von Eikes mutmaßlicher Lebensspanne einerseits und den ihm bekannten, datierbaren Ereignissen und Rechtstexten andererseits erfolgen kann. Anhaltspunkt für den Terminus ante quem ist die Errichtung des Herzogtums Braunschweig-Lüneburg durch den Mainzer Reichslandfrieden in jenem Jahre 1235, denn dieses Herzogtum fehlt bei Eikes Aufzählung in Ldr. III 62 § 2. Erwähnt ist dieses Herzogtum allerdings in der Vorrede „Von der hohen Herren Geburt“, bei der es sich allerdings um eine Interpolation handelt. Die ältere Literatur hielt diese Reimvorrede für einen ursprünglichen Teil des Rechtsbuches und gelangte so zu dem falschen Schluss, Eike müsse den Sachsenspiegel nach 1235 fertiggestellt haben. Karl August Eckhardt hingegen meint, die Vorrede „Von der hohen Herren Geburt“ sei zwischen 1232 und 1234 entstanden und zieht hinsichtlich der Erwähnung des Herzogs von Lüneburg eine bewusste Geschichtsfälschung in Erwägung. Anhaltspunkt für den Terminus post quem ist die Treuga Heinrici (1224), die „zu den wenigen klar nachweisbaren Quellen des Sachsenspiegels gezählt werden darf.“ Unklar ist, wo Eike von Repgow sein Werk verfasste. Die ältere Literatur zog verschiedene Orte im östlichen Harzvorland in Betracht und hatte dabei vor allem die Stiftsbibliothek von Quedlinburg oder die Domschule von Halberstadt oder auch die Burg Falkenstein diskutiert, später sind Magdeburg und Halle in den Blick geraten.
Peter Landau hat demgegenüber in einem viel beachteten Aufsatz von 2005 das Kloster Altzelle vorgeschlagen. Für diesen Vorschlag hat Landau wesentlich zwei Gründe angeführt, nämlich die zweimalige Zeugentätigkeit Eikes für dieses Kloster und vor allem die dort nachweisbare Sammlung kanonistischer Handschriften, die Eike benutzt haben könnte. Landaus Erwägungen haben in der Fachwelt viel Zuspruch, zum Teil aber auch Ablehnung erfahren. So beruhen seine Überlegungen zu einem erheblichen Anteil darauf, welche Bücher Eike benutzt haben soll. Hierfür bezieht sich Landau auf Passagen aus dem Sachsenspiegel und weist unter Abgleich mit einer Bestandsliste der Klosterbibliothek zur Entstehungszeit des Sachsenspiegels darauf hin, dass Referenzwerke damals dort vorhanden waren. Dabei geht Landau davon aus, dass Eike weniger ein Rezipient der Bologneser Rechtstexte gewesen sei, sondern vielmehr in der anglo-normannischen kanonistischen Tradition gestanden habe. Diese Überlegungen richten sich jedoch gegen den fundamentalen Ausgangspunkt vom oralen Hintergrund des Sachsenspiegels. Nach dem bisherigen Stand der Forschung basiert der Sachsenspiegel jedenfalls ganz wesentlich auf der Aufzeichnung schriftloser Rechtsgewohnheit, nicht auf einer Kollage gelehrter Schriften. An diesem Punkt wirft sich auch die schwierige und grundlegende Frage auf, was Oralität eigentlich genau bedeutet. Weiterhin unterstreicht Landau die Position Eikes von Repgow als gelehrter Kanonist in einer Weise, die in der älteren wie auch in der neueren Forschung nicht alle Stimmen teilen. Andererseits verweisen Landaus Überlegungen auf eine These, die Karl Zeumer aufgebracht hat. Eike habe mit dem Zisterzienserorden in Verbindung gestanden und sei sogar zumindest zeitweise selbst ein Mönch gewesen, was wiederum eine Stütze darin findet, dass Eike mit einem Blick auf die Quelle des Sachsenspiegels Zugang zu geistlicher Literatur gehabt zu haben scheint.

### Aufbau und Inhalt

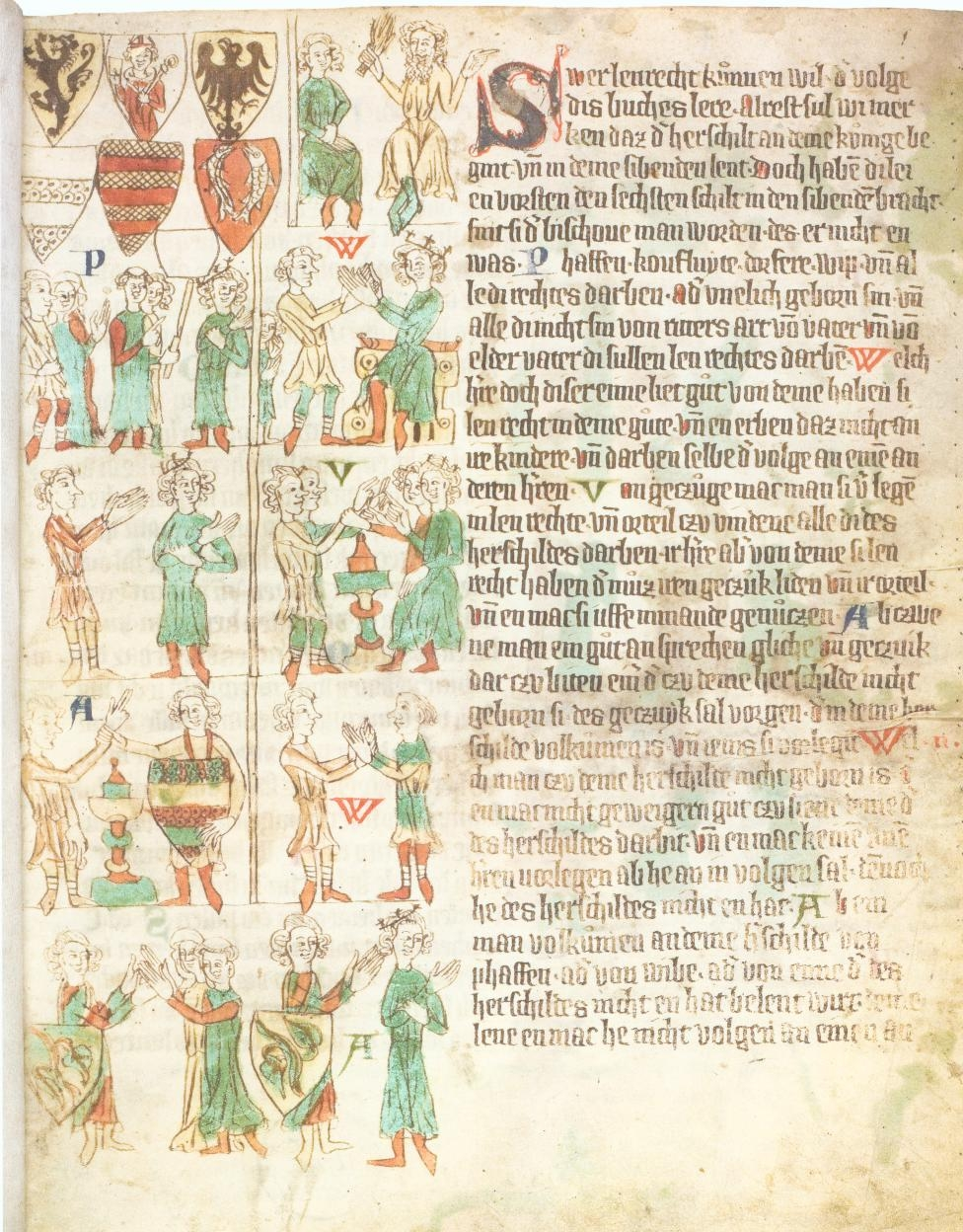
Die Heerschildordnung des Eike von Repgow bietet eine Standesgliederung der mittelalterlichen Gesellschaft, Heidelberg, Universitätsbibliothek, Cod. Pal. Germ. 164, fol. 1^{r}

Über die Systematik des Sachsenspiegels wurden zahlreiche Vermutungen angestellt, etwa dass der Sachsenspiegel einem Ordnungssystem folge, dass dem modernen Leser nicht mehr zugänglich sei, dass er entlang der Dekretalensammlung konzipiert worden sei oder dass er sich am Verfahren orientiere.
Der Sachsenspiegel beginnt je nach Handschrift mit einer Vorrede in Strophen (prologus), eine Vorrede in Reimpaaren (praefatio rhythmica) und einem Prolog (textus prologi). Danach ist er untergliedert in Landrecht und Lehnrecht. Genau diese und keine anderen Rechtsgebiete stellt er nebeneinander. Auch wenn inhaltlich Gruppen von Artikeln und somit ein Gedankengang des Autors erkennbar sein mag macht Eike doch keine Anstalten, das Recht danach zu gliedern, ob es um die Herausgabe einer geliehenen Sache oder um die Todesstrafe für ein Verbrechen geht. Ob eine rechtliche Beziehung zwischen zwei Bauern oder zwischen Reichsfürst und König besteht, spielt konzeptionell keine Rolle. All das gehört dem Landrecht an. Unterschieden davon wird allerdings das Lehnrecht, und das hat nicht allein eine konzeptionelle Bedeutung, sondern ganz offensichtlich eine praktische. Ähnlich unserer heutigen Vorstellung zeichnen sich die mittelalterlichen Rechtsgebiete dadurch aus, dass sie in unterschiedlichen Gerichtszweigen verhandelt werden. Dem schließt sich die Frage an, was das Landrecht und was dagegen das Lehnrecht ausmacht.
Das Landrecht ist jedenfalls in den späteren Handschriften in drei Bücher aufgeteilt. Das erste weist 71 Artikel auf, das zweite 72, das dritte schließlich 91. Ein Schwerpunkt von Eikes Rechtsbuch liegt, ganz im Sinne mittelalterlichen Rechts, auf dem Geschehen vor Gericht. Mittelalterliches Recht ist vom Gericht aus gedacht und in erster Linie Prozessrecht. Zu Anfang seines Werkes geht Eike auf die Zwei-Schwerter-Theorie ein und vertritt hier die Auffassung, die geistliche und die weltliche Macht stünden gleichberechtigt nebeneinander. Es ist ein Beispiel einer Sachsenspiegel-Stelle, die im römischen Recht, kanonischen Recht und im mittelalterlichen Reichsrecht verankert ist. Der Sachsenspiegel spricht weiterhin von Materien, die heute dem Straf- und Privatrecht zugeordnet werden. Es geht um die Bestrafung von Verbrechen (ungerichte), daneben aber auch um Unrechtsausgleich zwischen den Beteiligten. Ein Strafrecht in unserem heutigen Verständnis kennt der Sachsenspiegel jedoch nur in frühen Ansätzen. Es geht im Sachsenspiegel außerdem um Ersatzzahlungen für Tierschäden, um Nachbar- und Grundstücksrecht, die Wahl des Königs, den Kirchenbann, um nur einige Beispiele aus dem breiten Spektrum zu nennen. Es geht um alles, was zur Lebenszeit des Autors Eike von Repgow Recht war.
In vielen, nicht in allen Punkten, folgt Eike der zu Anfang seines Werkes formulierten Absicht, nur das von den guten Vorfahren hergebrachte Recht aufzuzeichnen. Manchmal wird er auch rechtsschöpferisch tätig. Zu nennen ist die so genannte Freiheitsstelle (Ldr III 42). Hier führt Eike, gegen die Realitäten seiner Zeit, aus, Leibeigenschaft verstoße gegen den Willen Gottes, so dass es sie deshalb nicht geben dürfe. Das sucht er zu beweisen anhand eines scholastischen Traktats. Er führt die Bibelstellen, die für die Untermauerung des gegenteiligen Standpunktes („Unfreiheit ist zulässig“) in Betracht kommen könnten, der Reihe nach auf und zeigt, dass sie bei richtigem Verständnis nicht für diese Position streiten. Ein weiterer Punkt ist das Widerstandsrecht gegen den König. Eike meint, wenn der Monarch gegen das Recht verstoße, müsse kein Mann ihm folgen und es bestünde ein Recht, sich gegen solches Unrecht zu wehren.
Der zweite Teil des Sachsenspiegels – wie Altmeister Carl Gustav Homeyer ihn nennt – behandelt das Lehnrecht. Die Unterscheidung zum Landrecht ist in erster Linie eine ständische. Das Lehnrecht nämlich gilt zunächst nur für eine bestimmte Gruppe von Personen, die sich durch nur ihnen vorbehaltene Rechte und ausschließlich ihnen zukommende Pflichten von allen anderen abgrenzen. Das dokumentieren diese Personen auch durch eine besondere Lebensweise. Bei diesen Leuten handelt es sich um das waffenfähige Rittertum. Das Lehnrecht allerdings enthält nicht alles für diese Personen geltende Recht, sondern nur einen Teil davon. Es geht um das gegenseitige Verhältnis zwischen dem Waffenfähigen und seinem Herrn. Der Ritter erhält ein Anwesen, welches für ihn die Existenzgrundlage darstellt, dafür ist er seinem Herrn zu Diensten, in erster Linie zur Waffenfolge verpflichtet. All das richtet sich nach Lehnrecht. Für das Lehnrecht des Sachsenspiegels kann die Autorenschaft Eikes – anders als für das Landrecht – nicht als sicher gelten. Bis zum Ende des 18. Jahrhunderts war immer nur das Landrecht gemeint, wenn vom „Sachsenspiegel“ die Rede war, während für das, was heute „Sachsenspiegellehnrecht“ genannt wird, vom „Sächsischen Lehnrecht“ die Rede war. Karl August Eckhardt bezeichnete das als einen „uralte[n] Irrtum“. Land- und Lehnrecht seien von Anfang an ein einheitliches Werk gewesen, dessen Autor Eike von Repgow gewesen sei. Nach derzeitigen Forschungsstand ist nichts davon sicher. Insbesondere kann die Urheberschaft Eikes für den Lehnrechtsteil des Sachsenspiegels – anders als für seinen Landrechtsteil – nicht als gesichert gelten. So bedarf „[d]ie Frage, wann und wie genau sich beide Bücher zu einem verbanden, [...] der Revision.“
Das Landrecht gilt im Gegensatz zum Lehnrecht zwischen allen freien Menschen. Es kann regionale Besonderheiten aufweisen, hat aber auch eine überregionale Schicht von Bestimmungen, die der Sachsenspiegel als „allgemeines Landrecht“ bezeichnet (Ldr III 79 § 2). Das Landrecht ist am klarsten ex negativo zu beschreiben: Was für Eike jedenfalls nicht dazu zählt, ist einerseits das Recht der Städte, über welches er nicht spricht, andererseits das Hofrecht, also das Sonderrecht zwischen einem Herrn und einer Personengruppe, die in seine Grundherrschaft eingeordnet sind. Solche Materien spart Eike mit der Begründung aus, diese Verhältnisse ließen sich nicht darstellen, weil sie zu stark von Fall zu Fall differierten. Diese Regelungen hat er demnach als eigenen rechtlichen Bereich neben dem Landrecht wahrgenommen. Landrecht und Lehnrecht waren aus damaliger Sicht etwas so Verschiedenes, dass man in späterer Zeit die beiden Teile des Sachsenspiegels auch zwei verschiedenen Urhebern zuschrieb, zwischen denen Jahrhunderte lagen. Karl der Große habe das Landrecht erlassen, während das Lehnrecht auf Kaiser Friedrich Barbarossa zurückgehe. Nichts davon entspricht der Wirklichkeit, ist der Sachsenspiegel doch ein Rechtsbuch.
Ein Unterschied zwischen Landrecht und Lehnrecht liegt darin, dass das Landrecht nur für ein „Land“ gilt, das heißt ursprünglich für die dort lebenden Menschen bzw. den dort lebenden Stamm. So galt zum Beispiel für jeden Schwaben sein schwäbisches Recht, wo auch immer er sich gerade befand. Es wird vom älteren „Personalitätsprinzip“ im Gegensatz zum neueren „Territorialitätsprinzip“ gesprochen. Das Lehnrecht hat hingegen nichts mit der Zugehörigkeit zu einer bestimmten Bevölkerungsgruppe oder Region zu tun und ist für das gesamte Reich gleich. Das Lehnrecht des Sachsenspiegels ist dem Landrecht gegenüber überregional und auf die große Welt ausgelegt. Örtliche Begrenzungen wie im Landrecht kommen an keiner Stelle vor, der einzige Ortsname, der genannt wird, ist „Rom“, im Zusammenhang mit der Romfahrt des deutschen Königs. Die Reichsfürsten waren nach Lehnrecht verpflichtet, den König auf seinem Weg zur Kaiserkrönung in die ewige Stadt zu begleiten. Lehnrecht ist das Recht zwischen denjenigen, welche – wie der Sachsenspiegel es ausdrückt – einen „Heerschild“ haben. Die so genannte Heerschildordnung ist eine Hierarchie der Personen, die berechtigt sind, ein Lehen innezuhaben, wobei die Heerschildordnung des Sachsenspiegels nach den Thesen von Susan Reynolds ein systematisierendes Konstrukt Eikes war. Der Sachsenspiegel gruppierte Lehnsherren und Lehnsträger in sieben von ihm so genannte Heerschilde, in Anlehnung an seine sieben Zeitalter der Weltgeschichte. Der Heerschild steht als Symbol für die kampffähige Ritterschaft und deutet auf die Ursprünge des Lehnswesens, die im Bedürfnis nach einem schlagkräftigen Heer lagen. Nach Eike hat der König den ersten Heerschild inne, die geistlichen Fürsten den zweiten, die weltlichen den dritten, den vierten die freien Herren, den fünften deren Vasallen und die Schöffenbarfreien (das heißt Leute, die bei einem Gericht als Schöffen zugelassen waren), die sechste Stufe deren nicht mit einer besonderen Bezeichnung versehene Vasallen, der siebente Heerschild schließlich ist leer, seine Inhaber unbekannt. Es ist also nicht sicher, ob es sie überhaupt gibt bzw. ob sie als lehnsfähig anzusehen sind.

### Bilderhandschriften

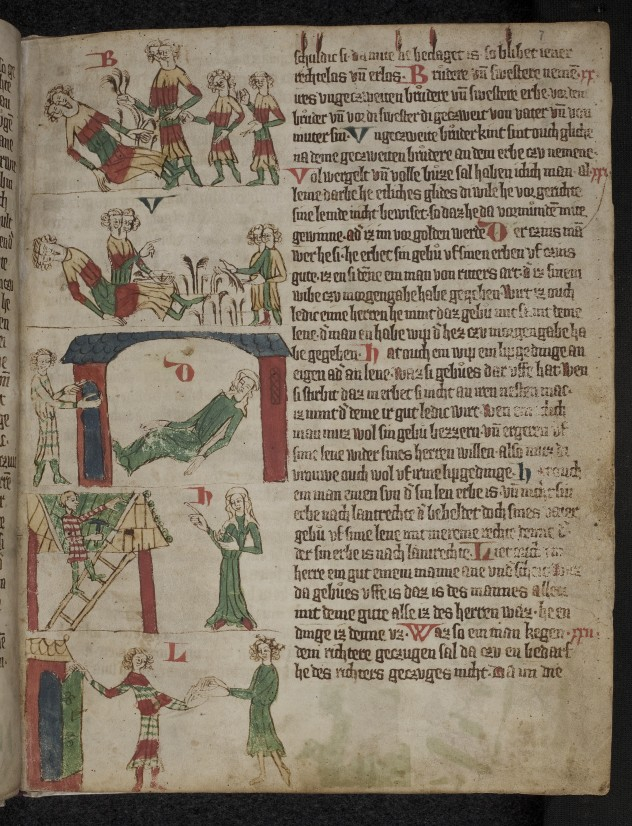
Seite aus dem Heidelberger Sachsenspiegel, Universitätsbibliothek Heidelberg. Cod. Pal. germ. 164 (Hs. H) fol. 7r

Ein ganz besonderes Phänomen, das von je her Interesse nicht nur von Forschern auf sich gezogen hat, sind die Bilderhandschriften zum Sachsenspiegel. Vier davon sind überliefert und werden nach ihrem gegenwärtigen Aufbewahrungsort unterschieden: die auf der Grundlage einer älteren (verlorenen) aus dem späten 13. Jahrhundert stammenden Vorlage wohl im frühen 14. Jahrhundert entstandene Heidelberger Bilderhandschrift, die Oldenburger Bilderhandschrift von 1336, die um 1350/63 entstandene Dresdner und schließlich die um 1350/75 entstandene Wolfenbütteler Bilderhandschrift. So etwas existiert in dieser Form von keinem anderen Rechtstext des Mittelalters, vermutlich überhaupt von keinem anderen Text. Dabei handelt es sich um außergewöhnliche, durchgängig illustrierte Handschriften zu dem Rechtsbuch, wobei auf jedem Blatt jeweils eine Spalte Text einer Spalte Bildern gegenübersteht. Vier solcher Bilderhandschriften sind überliefert. Ihre Bilder nehmen jeweils auf bestimmte Textpassagen Bezug, was durch groß gezeichnete Anfangsbuchstaben, die sich sowohl im Text als auch in den Bildern finden, zum Ausdruck kommt. Oft enthält der Text Informationen, die sich in den Bildern nicht finden, zum Teil ist es aber auch umgekehrt.
Ein Beispiel für das Text-Bild-Verhältnis findet sich in dem für das mittelalterliche Rechtsdenken zentralen Rechtsbereich von Gericht und Urteil. In diesem Punkt gibt es zum modernen Verfahren einen entscheidenden Unterschied: Die heutige Auffassung von der Funktion eines Richters ist vom Einzelrichter des gelehrten Rechts geprägt, während die des Sachsenspiegels eine grundlegend andere war: Der Richter saß der Verhandlung vor und leitete sie, traf aber selbst nicht die Entscheidung. Das „Schöpfen“ des Rechts war Aufgabe der Urteiler, der Schöffen.
Nach dem Sachsenspiegel war es jeweils die Aufgabe eines einzigen Schöffen, das Recht zu finden. Zwar waren bei der Verhandlung stets mehrere Schöffen zugegen, doch fragte der Richter immer nur einen von ihnen, wie seine rechtliche Beurteilung laute. Der Richter war der „Urteilsfrager“, weil er den Schöffen nach einem Urteil fragte, der Schöffe war der „Urteilsfinder“. Die Antwort des Schöffen wurde zur Entscheidung des Rechtsstreits, wenn nicht sofort jemand Protest dagegen einlegte und das Urteil schalt („Urteilsschelte“). Wenn es dazu kam, war das Urteil nichts weiter als ein Lösungsvorschlag für den rechtlichen Konflikt, der nicht mehr Autorität für sich beanspruchen konnte als der durch den Urteilsschelter formulierte Gegenvorschlag. Dem Richter war es nicht möglich, diese Form von Zerwürfnis über die richtige Lösung sofort und selbst aus der Welt zu schaffen. Er musste eine Delegation schicken, die mit den beiden Vorschlägen zu einem anderen Gericht zog („Rechtszug“), das dann darüber entschied, welcher Vorschlag Zustimmung verdiente. Dieses „Urteil“ brachte die Delegation zurück, es war dann die endgültige Lösung. Der Begriff „Urteil“ war in diesem mittelalterlichen Verfahren also mehrdeutig. Das abstrakte Phänomen eines endgültigen oder nicht endgültigen Urteils („Urteilsvorschlags“) – in heutiger Terminologie so etwas wie die Frage der Rechtskraft – stellte der Zeichner mit verschiedengefärbten „Urteilsrosen“ dar.

## Europäische Dimensionen

### Rechtsbücherzeit
Der Sachsenspiegel ist Teil einer allgemeinen Verschriftlichung bislang nur mündlich tradierten einheimischen Rechts, die im 12. und 13. Jahrhundert in Europa Hochkonjunktur hatte. Nach den Konflikten Anfang des 13. Jahrhunderts setzte im Reich ein erheblicher Entwicklungsschub ein, Gewohnheiten schriftlich zu fixieren. Der Sachsenspiegel ist eines der Zeugnisse dieser Entwicklung. Niedergelegt wird das Recht nunmehr in Rechtsbüchern. Das ist ein für die damalige Zeit charakteristischer Quellentyp. Es handelt sich um umfassende Niederschriften zuvor mündlich tradierten Rechts ohne obrigkeitlichen Auftrag. Neben der Rechtsgewohnheit als Grundlage (1) ist für ein Rechtsbuch charakteristisch, dass es umfassend das Rechtsleben einer Gemeinschaft durch Aufzeichnung zu durchdringen sucht und dabei normbildend wirkt (2), wobei diese Wirkung von herrschaftlichen oder auch kollektiven Rechtssetzungsakten klar abgrenzbar sein muss (3). Anschaulich für den Geltungsgrund des Sachsenspiegels ist dabei das Bild von einem autoritativen Lehrbuch aus der Rechtskultur des englischen Common Law. Altehrwürdige Lehrbücher berühmter Juristen vergangener Jahrhunderte sind dort als „books of authority“ – mithin als Rechtsquellen – anerkannt. Eine ähnliche Absicht verfolgt der Sachsenspiegel. Nicht Rechtssetzung, sondern Verschaffung von Rechtswissen für den Leser („Lehre“) ist zentrales Anliegen des Autors. „Svie lenrecht kunnen wille, die volge disses bukes lere“ – „Wer das Lehnrecht kennen will, der folge der Lehre dieses Buches“: Mit diesen Worten beginnt der Lehnrechtsteil des Sachsenspiegels. Dass die Rechtsgewohnheit Grundlage von Eikes Werk war bedeutet nicht, dass sich gar keine Spuren aus schriftlichen Quellen in seinem Werk finden. Eine wichtige Rolle spielen – wie vor allem der bedeutende Rechtshistoriker Guido Kisch gezeigt hat – Passagen aus der Bibel. Daneben nimmt Eike unter anderem Bezug auf Landfrieden. Ferner kommen Anlehnungen an kanonistische Quellen in Betracht.
In der „Rechtsbücherzeit“ (13.–15. Jahrhundert) entstanden in England das Werk De legibus et consuetudinibus Regni Angliae des Henry de Bracton, in Frankreich die Coutumes, in Dänemark der liber legis Scaniae und das Skånske Lov, in Spanien die Fueros oder in Russland die Russkaja Prawda. Offenbar bestand geradezu ein „Drang zur Kodifikation“. Karl August Eckhardt sagt, es habe europaweit „in der Luft gelegen“, ein Rechtsbuch zu verfassen. Diese nebulöse Formulierung legt Zeugnis ab von einer gewissen Hilflosigkeit, wenn es um Erklärungen für diese Phänomen geht. Auch wenn die Niederschrift von Recht allein keinen Rechtssetzungsakt darstellte, könnte doch die Vorstellung, Schriftlichkeit verleihe dem Recht eine höhere Autorität, ein wichtiges Motiv für die in ganz Europa zu beobachtende Schreibtätigkeit gewesen sein. Die Formulierung von der „consuetudo in scriptis redacta“ („in Schriftform gebrachte Gewohnheit“) aus dem Decretum Gratiani legt von solchen Vorstellungen Zeugnis ab. Aber nicht nur in Rechtsdingen erlebte die Literalität um 1200 eine Blüte, es ist auch die Zeit des höfischen Romans. Der Sachsenspiegel aber ist gerade kein literarischer Text, sondern Gebrauchsprosa, und zwar einer der ersten längeren Prosatexte in deutscher Sprache überhaupt. Daher ist er nicht nur allein für die Rechts-, sondern auch für die Sprach- und Literaturwissenschaft von großem Interesse.

### Überlieferung und räumliche Verbreitung
Kein anderer deutscher Rechtstext ist auch nur annähernd so dicht überliefert wie der Sachsenspiegel. Bis heute erhalten sind 341 Handschriften des Landrechts und 94 des Lehnrechts, die zahlreichen Fragmente nicht mitgerechnet. Weiterhin sind in Dresden, Heidelberg, Oldenburg und Wolfenbüttel vier erhaltene – für den Sachsenspiegel einzigartige – Bilderhandschriften überliefert. Eine weitere europäische Dimension des Sachsenspiegels liegt mithin in seiner Verbreitung. Eine anonyme rechtliche Abhandlung über den Sachsenspiegel aus dem 15. Jahrhundert, die Informatio ex speculo Saxonum, gibt die einzige konkrete zeitgenössische Zahl zur handschriftlichen Verbreitung des Sachsenspiegels an. Danach soll es damals „in deme lande to sassen ind to westfalen“ über 5000 (boeven vyff dusent) Handschriften gegeben haben, von denen heute nur noch die wenigsten wie die Werner Handschrift des Jahres 1444 erhalten sind.
Der Sachsenspiegel diente anderen Rechtsbüchern als Vorlage und erlangte Bekanntheit weit über den deutschen Sprachraum hinaus. Die Aufnahme in die Rechtsbücher anderer Städte sorgten für die weitere Verbreitung des Sachsenspiegels. So lässt sich in den Stader Annalen des Benediktinerabts Albert von Stade und im 1270 entstandenen Hamburger Ordeelbook der Sachsenspiegel nachweisen. Am Mittelrhein entstand 1295 eine Übersetzung in kölnische Mundart, die als Harffer Sachsenspiegel bekannt ist. In den Niederlanden entstand ein holländischer Sachsenspiegel, und im Jahre 1479 erschien dort einer der ersten Drucke des Rechtsbuches. Im süddeutschen Sprachraum war der Schwabenspiegel verbreitet, der deutlich an den Sachsenspiegel angelehnt ist. Wenn der Schwabenspiegler auch aus verschiedenen anderen Quellen schöpft, nimmt der Sachsenspiegel unter seinen Vorlagen klar den ersten Rang ein. Viele Artikel des Schwabenspiegels sind mehr oder weniger hochdeutsche Übersetzungen von Sachsenspiegelartikeln. Zwischenstufen der Umarbeitung vom Sachsenspiegel zum Schwabenspiegel stellen dabei der Augsburger Sachsenspiegel und der wahrscheinlich um 1265 in Augsburg niedergeschriebene Deutschenspiegel dar, wobei diese beiden Quellen allerdings erheblich dünner überliefert sind als Sachsen- und Schwabenspiegel. Die Umarbeitungen fanden zwischen 1265 und 1276 im Umkreis der Augsburger Barfußbrüder statt und stehen in einer Wechselwirkung mit dem Augsburger Stadtrecht. Der an den Sachsenspiegel angelehnte Schwabenspiegel erfuhr eine Übersetzung ins Französische. Vor kurzem schien ein Nachweis des Sachsenspiegels („speculum in Saxoniae“) in den Protokollen der Cortes Catalanes von 1251 in Katalonien gelungen zu sein, wo dieser auf einer Ebene mit der englischen Magna Charta Libertatum von 1215 gestanden haben soll. Die Urkunde hat sich jedoch als Fälschung erwiesen.
Von größerer Bedeutung aber ist die Wanderung des Sachsenspiegels in Richtung Osten. Die Rezeption des Sachsenspiegels ist dabei untrennbar mit der des Magdeburger Rechts verbunden. Häufig ist in einer Art Paarformel von „Sachsenspiegel und Magdeburger Recht“ oder vom „sächsisch-magdeburgischen Recht“ die Rede. Die Rezeption des Magdeburger Rechts ging einher mit der Gründung zahlreicher neue Städte, die mit dem in der Stadt Magdeburg geltenden Recht gewidmet worden. Damit war bei zweifelhaften Rechtsfragen Rechtsrat bei Magdeburger Schöffen als Oberhof einzuholen. Quelle des Magdeburger Rechts war neben den beiden Teilen des Sachsenspiegels das Stadtrecht von Magdeburg (Sächsisches Weichbildrecht oder Magdeburger Weichbild), alles davon in glossierter Form.
Schon aus der sprachlichen Fassung „sächsisch-magdeburgisches Recht“ wird ersichtlich, dass sich die beiden Komponenten (inhaltlich) kaum auseinanderhalten lassen. Diese Vermischung war auch durchaus eine zeitgenössische Erscheinung. Das wird deutlich in dem Titel eines für das polnische Recht wichtigen Werkes von 1558, wenn dieser wie selbstverständlich behauptet, das Magdeburger Recht sei nichts anderes als der Sachsenspiegel: „Artykuły prawa majdeburskiego, które zowią Speculum Saxonum“, also „Artikel des Magdeburger Rechts, welche man Speculum Saxonum (lateinisch für Sachsenspiegel)“ nennt. Diese Aussage ist bei einem Blick auf die Quellen nicht richtig, sofern mit Magdeburger Recht (jedenfalls auch) das Magdeburger Stadtrecht, also das Magdeburger Weichbild gemeint ist. Dieses enthält zentrale Aussagen zur Stadtverfassung, die sich im Landrecht des Sachsenspiegels, das ja in erster Linie eine ländlich-bäuerliche Welt vor Augen hat, nicht finden. Andererseits stehen im Magdeburger Weichbild auch Rechtssätze, die inhaltlich nah am Landrecht der Sachsenspiegel sind, während das Lehnrecht in einem städtischen Kontext kaum eine große Rolle spielen konnte. Alles in allem erweist sich mithin als rätselhaft, was jeweils genau gemeint ist. Es wird sich stets immer nur von Fall zu Fall mit einem vergleichenden Blick auf die konkreten Quellen erweisen lassen. Zwischen 1322 und 1337 entstand der „Spiegel Land- und Lehnsrechts für Livland“ (Livländischer Spiegel), der nichts anderes ist als ein Auszug aus dem Sachsenspiegel. Ferner nahm der Sachsenspiegel Einfluss auf das zu Anfang des 15. Jahrhunderts entstandene Stadtrechtsbuch der ungarischen Stadt Ofen (heute ein Teil von Budapest), wobei dies nur ein besonders bekanntes Beispiel unter ungarischen Rechtsquellen ist, die bewusst an den Sachsenspiegel anknüpfen.
Nach den bezeugten Handschriften und der Präsenz des Magdeburger Rechts muss Kleinpolen ein Zentrum der Verbreitung und Anwendung des Sachsenspiegels (bzw. des Magdeburger Rechts) gewesen sein. Im Jahr 1506 publizierte der königlich-polnischen Kanzler Jan Łaski in Krakau – eine Stadt, welche die Erfindung des Buchdrucks zu einem prosperierenden Druckort ließ – eine lateinische Fassung des Sachsenspiegels und des Magdeburger Weichbildes neben heimischen Rechtsquellen. Zu nennen ist Krakau auch wegen der Spruchtätigkeit des Krakauer Obergerichts, die unter den günstigen Bedingungen einer Residenz- und Universitätsstadt eine besondere Rechtsliteratur zum Sachsenspiegel entwickeln ließ. In enger Verbindung mit Krakau steht der bedeutende polnische Jurist Bartolomäus Groicki (um 1534–1605), seit 1559 Schreiber des Krakauer Oberhofs für deutsches Recht auf der Königsburg zu Krakau. Sein Hauptwerk erschien 1558 unter dem Titel Artykuły prawa majdeburskiego, które zowią Speculum Saxonum. Vom selben Autor stammt die Rechtssammlung „Porządek sadów i spraw miejskich prawa majdeburskiego w Koronie Polskiej‘“ („Stadtgerichts- und Prozessordnung des Magdeburger Rechts im Kronland Polen“), die später in der Slowakei, vor allem aber in den Gebieten der späteren Ukraine, eine Rolle spielte. 1581 erschien in Lemberg eine polnische Ausgabe. des Weichbildes und des Sachsenspiegels in alphabetischer Ordnung durch den Lemberger Syndikus Pawel Szczerbic. Im Jahre 1735 entstand eine Übersetzung ins Russische. In der Ukraine und Südwestrussland gewann das Rechtsbuch an Gewicht, als nach der Abkopplung der Ukraine von Polen im Jahre 1654 die Forderung nach einem eigenen Rechtstext aufkam. Dieser orientierte sich dann stark am Sachsenspiegel, wenn auch ebenfalls am Litauischen Statut. So ging der Sachsenspiegel insbesondere in den 1743 erarbeiteten Kodex Prawa po kotorym suditsja malorossijskij narod (Rechte, nach denen das kleinrussische Volk Recht spricht) und in die 1807 erarbeitete Sammlung kleinrussischer Rechte ein. Darüber hinaus fand der Sachsenspiegel im Gebiet des heutigen Tschechien Anwendung, wo in den Jahren 1481/1482 eine Übersetzung ins Tschechische entstand.

## Rezeption und Wirkung – Bedeutung in der Rechtspraxis

### Glossierungen
Beide Teile des Sachsenspiegels – sowohl das Landrecht wie auch das Lehnrecht – haben Bearbeitungen in Form von Glossierungen erfahren. Eine Glossierung – deren Ergebnis Glosse genannt wird – entspricht in etwa dem, was heute als Kommentierung bzw. Kommentar zu einem Gesetzestext bekannt ist. Die erste und bedeutendste Glosse zum Sachsenspiegel – genau gesagt zu seinem Landrecht – ist diejenige, die der markbrandenburgische Hofrat Johann von Buch um das Jahr 1325 erstellte (Buch’sche Glosse). Johann stammte aus ritterbürtigem Geschlecht in der Altmark (Buch bei Tangermünde) und hatte seit 1305 in Bologna das römische und das kanonische Recht studiert. Später stand er im Dienste des Markgrafen von Brandenburg. Ein weiteres Werk Johanns, der Richtsteig Landrechts von vor 1335, stellt das Prozessrecht des Sachsenspiegels dem Prozesshergang folgend in mittelniederdeutscher Sprache dar und trug ebenfalls zum Erfolg des Sachsenspiegels bei. Ziel und Ergebnis dieser Bemühungen war es, den Sachsenspiegel „dem römischen Recht gleichrangig an die Seite zu stellen“. Wichtiger aber ist seine Glosse zum Landrecht des Sachsenspiegels (Buch’sche Glosse). Diese ist nach Sachsenspiegel und Schwabenspiegel der am breitesten überlieferte deutschsprachige Rechtstext des Mittelalters. Von den 31 Druckausgaben, die das Sachsenspiegellandrecht seit Erfindung des Buchdrucks als Text des geltenden Rechts erfuhr (erstmals 1474), kommt nicht ein einziger ohne die Glosse aus, wobei die Buch’sche Glosse in späterer Zeit Erweiterungen erfuhr, die in den meisten Drucken, auch in den gängigsten durch Christoph Zobel aus Leipzig besorgten, Niederschlag fanden (Bocksdorf’sche Vulgata). Auch der berühmte Sachsenspiegelforscher Carl Gustav Homeyer urteilte: „Die Glosse fand ähnlichen Beifall, wie Eikes Werk selber.“ Die Buch’sche Glosse präsentierte das alte Recht in völlig neuem Licht und veränderte es zum Teil grundlegend. Die erstmalige Glossierung hatte zur Folge, dass die Textentwicklung des Sachsenspiegels zum Stillstand kam. Veränderungen wurden fortan nur noch innerhalb der Glosse vorgenommen.
Johann von Buch geht als studierter Jurist davon aus, dass Grundlage des Sachsenspiegels ein königlicher Gesetzgebungsakt gewesen sei, genau gesagt ein solcher durch Karl den Großen. Bei diesem ursprünglich lateinischen Text handele es sich – in Johanns Worten – um „das Privileg der Sachsen“. Den mittelniederdeutschen, von ihm kommentierten Text – das heißt das Landrecht des Sachsenspiegels – hält Johann für eine im Wesentlichen zutreffende Übersetzung dieses Privilegs. Dabei sieht er dieses Privileg jedoch als verkürzte und wenig strukturierte Darstellung des gelehrten Rechts an, das somit in bewusster Abweichung von dem vermeintlich verderbten zeitgenössischen Verständnis (wie es im Privileg zu finden sei) im Sinne des gelehrten Rechts auszulegen sei. Somit nimmt Johann in seiner Glosse eine von der Auffassung seiner Tage bewusst abweichende Auslegung des Sachsenspiegeltextes im Sinne des gelehrten Rechts vor, wobei er allerdings meint, dadurch den wahren Sinngehalt des Sachsenspiegeltextes zu ermitteln. Der große Erfolg, der Johanns Werk dabei beschieden war, steht im Zusammenhang damit, dass in Deutschland die Rezeption des gelehrten Rechts begonnen hatte.
Trotz ihrer großen Bedeutung in der spätmittelalterlichen und frühneuzeitlichen Praxis hat die Buch’sche Glosse in der rechtshistorischen Forschung – ganz anders als der Sachsenspiegel – herkömmlicherweise kaum Interesse gefunden. Die Gründe für diese stiefmütterliche Behandlung liegen in erster Linie darin, dass Johanns Werk innerhalb der klassischen rechtshistorischen Schulenteilung in Romanisten und Germanisten wegen seines originären Charakters nicht zu verorten ist. Die Buch’sche Glosse ist insofern zwischen die Mühlsteine der beiden traditionellen Forschungsausrichtungen geraten. In den frühen 1990er Jahren begann an der Sächsischen Akademie der Wissenschaften zu Leipzig ein Projekt zur Edition der Glossen zum Sachsenspiegel. Auch zum sächsischen Lehnrecht entstand in der zweiten Hälfte des 14. Jahrhunderts eine Glossierung, deren Verfasser allerdings unbekannt ist. Davon existiert eine längere und eine kürzere Fassung, wobei die längere die ältere ist.
Eine ganz andere Anpassung erfuhr der Sachsenspiegel bei einigen Artikeln, die mit dem Kirchenrecht nicht vereinbar waren. Im 14. Jahrhundert erwirkte der Augustinermönch Johannes Klenkok bei Papst Gregor XI. den Erlass einer Bulle (Salvator Humani Generis), mit der am 7. April 1374 vierzehn Vorschriften (articuli reprobati) und darauf beruhende Entscheidungen für nichtig erklärt wurden. Die rechtshistorische Forschung im 19. Jahrhundert sah dies als Ausdruck „einer kanonistischen Feindschaft“ gegen das Rechtsbuch an. Die moderne Forschung sieht in der Bulle jedoch eher einen Ausdruck von Veränderungen in der Rechtspraxis. So hatte die meisten dieser Regelungen auch schon die Buch'sche Glosse als überholt angesehen. Die Bulle selbst findet sich in zahlreichen Handschriften. Auf die Bedeutung des Sachsenspiegels hatte die Bulle wohl aber keinen großen Einfluss. Einige auf dem Rechtsspiegel aufbauende Werke, wie die sächsische Oberhofgerichtsordnung von 1495, eine Handschrift des Meißner Rechtsbuch, oder die statuta regni von 1506 aus dem Königreich Polen enthielten die reprobierten Artikel aber nicht mehr.

### Gelehrtes Sächsisches Recht
Nachweisbar ist, dass Schöffenstühle bis in das 16. Jahrhundert hinein den Sachsenspiegel für ihre Entscheidungen heranzogen. Auch gaben mehrere Stadträte die Herstellung von Handschriften des Rechtsbuchs in Auftrag, was für seine Bedeutung und Verwendung in der Praxis spricht. Nach Auffassung der Rechtsgelehrten galt im frühneuzeitlichen Sachsen das Ius Saxonum, welches das Ius Imperiale verdrängte. Hauptbestandteil dieses Ius Saxonum aber war der Sachsenspiegel (in glossierter Form). Die gängigste Textausgabe von Sachsenspiegel mit Glosse war die durch den Leipziger Professors Christoph Zobel (1499–1560) besorgte, die in sechs Auflagen erschien (die erste 1535, die letzten fünf posthum bis 1614) und zum meistverbreiteten Sachsenspiegel-Text des Mittelalters wurde. Zobel etablierte eine Standardnummerierung, nach der andere gelehrte Juristen Sachsenspiegel und Glosse dann zitierten.
Bereits in der handschriftlichen Überlieferung von Sachsenspiegel und der Buch’scher Glosse sind Überarbeitungen greifbar, so dass es verschiedene Fassungen gibt, ohne dass mit Sicherheit feststünde, welche davon jeweils die ursprüngliche ist. Solche Abweichungen gibt es auch in den Druckausgaben. Die erste erschien im Jahre 1474 in hochdeutscher Sprache in Basel. Die im Baseler Primärdruck anzutreffende Textstufe von Sachsenspiegel mit Glosse bezeichnet die Literatur als „Bocksdorf’sche Vulgata“. Diese Benennung geht auf Theoderich („Dietrich“) von Bocksdorf, Bischof zu Naumburg, zurück, der den Text, wie es im Kolophon heißt, „gecorrigieret hat“. Zumindest in seinem Herkunftsgebiet blieb der Sachsenspiegel bis in das 19. Jahrhundert hinein geltendes Recht. In einem Kompendium des sächsischen Rechts aus dem Jahr 1851 sind Vorschriften aus dem Sachsenspiegel nebst ihren Erörterungen durch die Glosse auf einer Ebene mit zeitgenössischen Gesetzen und Regierungsbeschlüssen aufgeführt. Keineswegs nämlich sei älteres Recht durch die neue Gesetzgebung gänzlich obsolet geworden.

### Nachwirkungen im geltenden Recht bis heute
Seit dem 18. Jahrhundert wurde der Sachsenspiegel in Deutschland von modernen Rechtskodifikationen ersetzt. Im Königreich Preußen wurde er durch das Allgemeine Landrecht für die preußischen Staaten 1794 abgelöst. Der Sachsenspiegel blieb in einigen Regionen Deutschlands (Anhalt und Thüringen) in Geltung bis am 1. Januar 1900 das Bürgerliche Gesetzbuch in Kraft trat. Das Einführungsgesetz zum Bürgerlichen Gesetzbuch regelte jedoch für einige Bereiche, wie Erbpachtrecht, Rentengüter, wasserrechtliche Angelegenheiten und Familienfideikommisse, dass landesgesetzliche Vorschriften weiterhin gelten sollten. Hierzu gehörte auch der Sachsenspiegel. Diese Regelungen waren die Grundlage für Entscheidungen nach 1900.
Im 19. Jahrhundert zogen immer wieder sowohl sächsische Gerichte als auch das Reichsgericht bei ihren Entscheidungen den Sachsenspiegel heran, zum Teil auch noch im 20. Jahrhundert. Die letzte auf den Sachsenspiegel gestützte Entscheidung des Reichsgerichts erging im Jahr 1932. Noch Ende der 1980er Jahre erwog der Bundesgerichtshof, den Sachsenspiegel anzuwenden. Das Arbeitsgericht Hamburg zitierte in zwei Entscheidungen von 1998 den Sachsenspiegel als Beleg für eine in unserem Kulturkreis seit langer Zeit fest verankerte Rechtsüberzeugung.
Nicht nur in Deutschland, sondern auch in den Weiten seines sich vor allen Dingen nach Osteuropa erstreckenden Einflussgebiets hatte der Sachsenspiegel Auswirkungen auf die geltenden Rechtsordnungen bis weit in die Neuzeit hinein. So ist das vom Sachsenspiegel beeinflusste Kurländische Privatrecht von 1864 eine wichtige Grundlage für das lettische Zivilgesetzbuch von 1937 (Civillikums), das in Lettland heute wieder geltendes Recht ist und damit von einem etwa 700 Jahre dauernden Einfluss des sächsisch-magdeburgischen Rechts in Ost- und Mitteleuropa ablegt. In der Ukraine entstand zwischen 1732 und 1735 eine unter anderem auf dem Sachsenspiegel basierende Rechtssammlung, die noch im 19. Jahrhundert vor Gericht Anwendung fand. Eine weitere aus der Ukraine stammende Rechtssammlung von 1807 enthält 457 Verweise auf den Sachsenspiegel.

### Bedeutung für die rechtsgeschichtliche Forschung

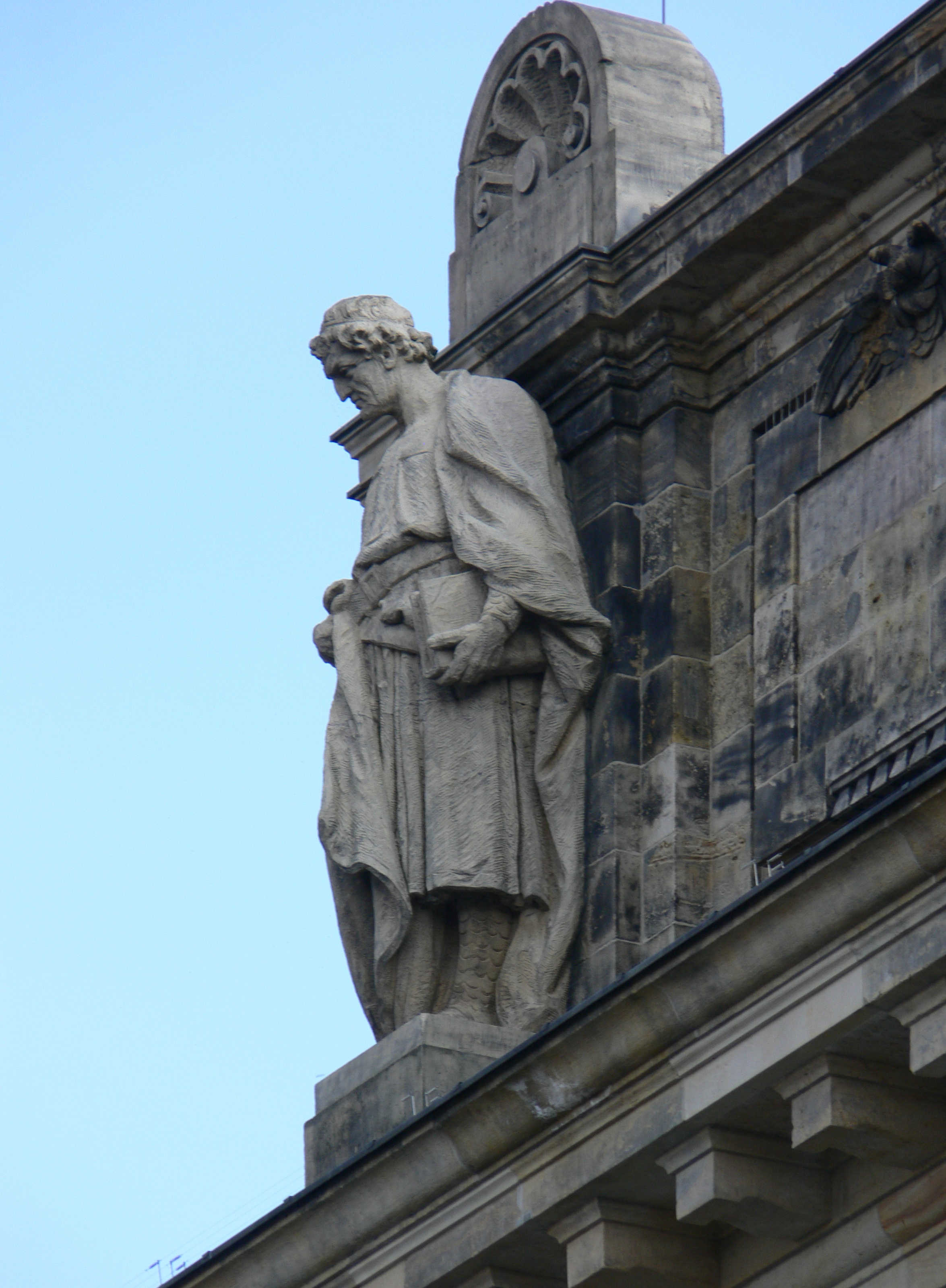
Eike von Repgow an der Nordseite des Reichsgerichtsgebäudes Leipzig

Die letzte Druckausgabe des Sachsenspiegellandrechts (mit Glosse) als Text des geltenden Rechts datiert von 1614. Danach verlor das Rechtsbuch offenkundig erheblich an Bedeutung. Dies illustriert der Umstand, dass Sachsenspiegelhandschriften zerlegt und als Aktendeckel zweckentfremdet wurden. Auch wenn der Sachsenspiegel weiterhin galt, war er doch vornehmlich von historischem Interesse. Die seit dem 18. Jahrhundert wiedereinsetzenden und sich im 19. mehrenden Druckausgaben haben nicht das Ziel, einen Gesetzestext zum täglichen Gebrauch für Juristen wiederzugeben, sondern vielmehr eine Geschichtsquelle. Das Interesse an solchen Geschichtsquellen allerdings erstarkte und gelangte zu einer Blüte, als die Deutschen nach dem Scheitern eines einheitlichen Nationalstaates auf dem Wiener Kongress 1815 auf der Suche nach einer Identität und Einheit den Blick in die Vergangenheit schweifen ließen. In der Rechtswissenschaft wandten sich die Germanisten – in Abgrenzung zu den Romanisten – deutschsprachigen Rechtstexten des Mittelalters zu. Königsquelle dabei war immer der Sachsenspiegel, und das ist er bis heute geblieben.

#### 19. Jahrhundert
Pionier und Altvater der Sachsenspiegelforschung in einem heutigen Sinn war Carl Gustav Homeyer, der seit 1827 eine Textausgabe des Sachsenspiegellandrechts herausgab, die bis heute Verwendung findet (3. Aufl. 1861). Im Jahr 1842 gab Homeyer auch das Lehnrecht des Sachsenspiegels heraus. Zu diesem Zweck erfasste er die damals greifbaren Drucke und vor allem Handschriften des Rechtsbuchs und katalogisiert sie. Auf den Arbeiten Homeyers basiert die spätere Zusammenstellung durch Karl August Eckhardt, auf dieser wiederum die bis heute maßgebliche von Ulrich-Dieter Oppitz. Eckhardt, einem bedeutenden Rechtshistoriker und Rechtsbuchforscher mit nationalsozialistischer Vergangenheit, kommt dabei zugleich das Verdienst zu, die überlieferten Handschriften in Klassen eingeteilt und diese einer früheren oder späteren Überlieferungsschicht zugeordnet zu haben, wobei jedoch in neuerer Zeit Christa Bertelsmeier-Kierst dieser Einteilung entgegengetreten ist. Auch Ruth Schmidt-Wiegand hat mehrfach auf den Wert der Homeyer’schen Ausgabe hingewiesen, und die Tischvorlage für die DFG-Richtlinien zur Beschreibung mittelalterlicher deutscher Rechtshandschriften gibt ebenfalls der alten Ausgabe Homeyers gegenüber der durch Eckhardt besorgten den Vorzug.
Im Rahmen der Wissenschaft vom deutschen Privatrecht und der historischen Rechtsschule des 19. Jahrhunderts nahm der Sachsenspiegel eine herausragende Stellung ein, was nicht zuletzt mit einer Fehleinschätzung ihres Protagonisten Karl Friedrich Eichhorn in Verbindung steht. Dieser ging davon aus, der Sachsenspiegel gebe nicht spezifisch sächsisches, sondern vielmehr gemeindeutsches Recht wieder. Die auf der Annahme von einem gemeinsamen alten deutschen Recht basierende Privatrechtswissenschaft („Germanistik“) hat wichtige und zum Teil bis heute wertvolle Arbeiten hervorgebracht, wie Plancks Darstellung des mittelalterlichen deutschen Gerichtsverfahrens auf der Grundlage des Sachsenspiegels oder Julius Weiskes Grundsätze des teutschen Privatrechts nach dem Sachsenspiegel. Diese Darstellungen weisen jedoch stets einen dezidierten Gegenwartsbezug auf, was erklärtermaßen der Ausrichtung damaliger Geschichtswissenschaft entsprach, heute aber nicht mehr der Fall ist. Ein Beispiel ist die Abhandlung Hans Fehrs über die Staatsauffassung Eikes von Repgow, in welcher Fehr sich zum Ziel setzt, in den (mittelalterlichen) Geist Eikes eindringen zu wollen, dabei jedoch Begrifflichkeiten des modernen Staatsrechts verwendet, womit interpretative Verzerrungen von vornherein unvermeidbar werden.

#### Nationalsozialismus

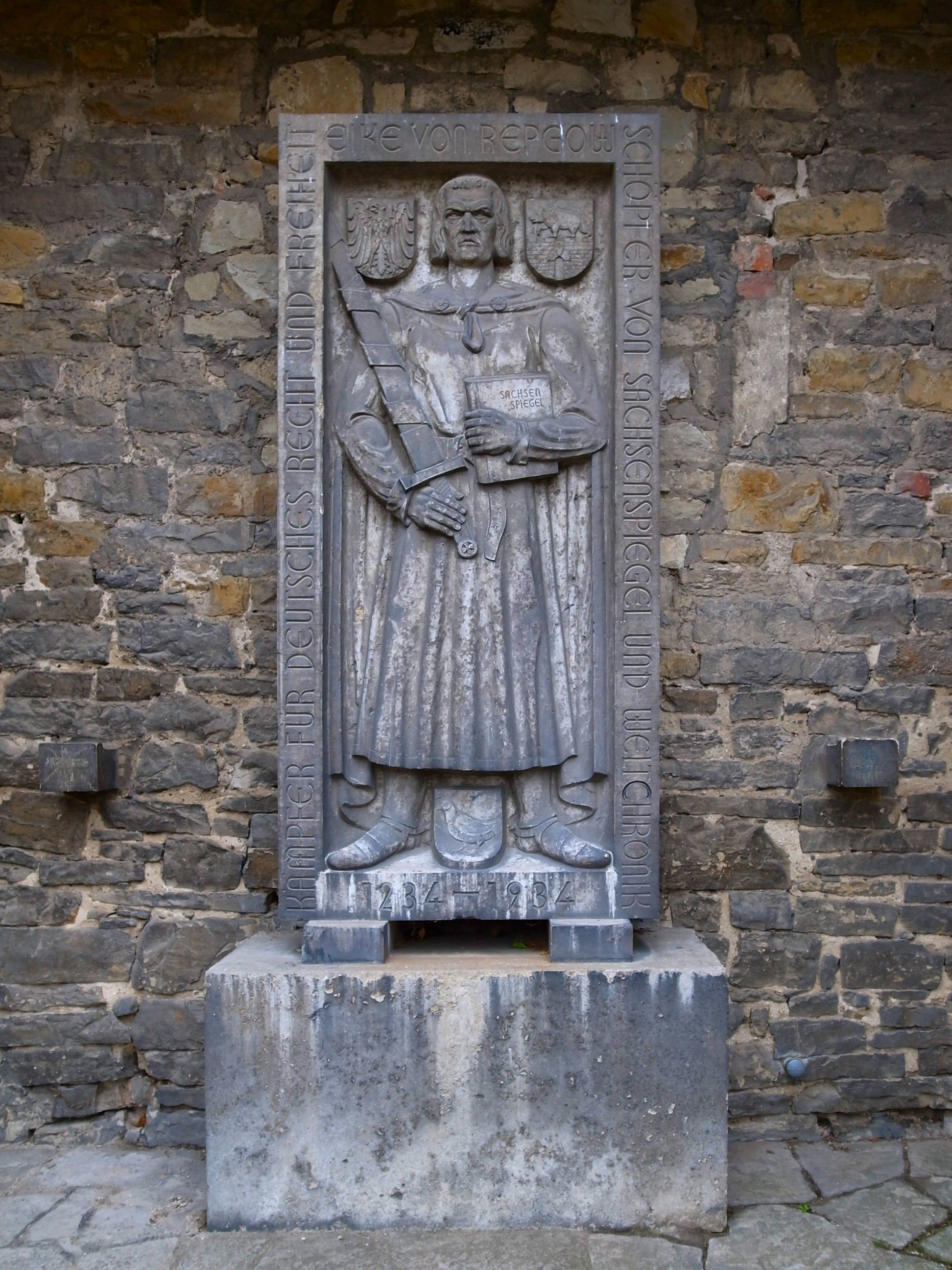
Denkmal von 1934 für Eike von Repgow an der Kirche in Reppichau

In der Zeit des Nationalsozialismus hatten Sachsenspiegelforschungen Hochkonjunktur. Sie galten der Suche nach einem urdeutschen, von der vermeintlich jüdischen Rezeption des römischen Rechts unberührten Rechtsquelle. Die Jubiläumsfeiern zum mutmaßlichen 700. Todestag Eikes von Repgow in den Jahren 1933 auf der Burg Falkenstein und 1934 in Reppichgau waren deutlich vom nationalsozialistischen Geist dominiert, was den damals für Eike errichteten Gedenktafeln unmissverständlich bis heute anzusehen ist. Die wohl durch die Jubiläumsfeiern inspirierte Monographie von Walter Möllenberg Eike von Repgow und seine Zeit war deutlich von der Blut-und-Boden-Ideologie beeinflusst.
Typischer Gegenstand von Arbeiten der späten 1930er und vor allen Dingen der frühen 1940er Jahre war die Wanderung deutschen Rechts in Richtung Osten, was auf einer Linie lag mit der Vorstellung von einem germanischen Volk ohne Raum, das im Osten neuen Lebensraum in Besitz nehmen müsse. Mit der Privilegierung bestehender oder neu gegründeter Städte mit Magdeburger Recht im Zuge der so genannten Ostsiedlung sowie der damit einhergehenden Tätigkeit des Magdeburger Schöffengremiums hatte sich bereits die ältere rechtshistorische Forschung beschäftigt, zumal weite Teile der in Frage stehenden Rezeptionsgebiete noch immer zum deutschen Reich oder zur Habsburgermonarchie gehörten. Während der nationalsozialistischen Herrschaft verstärkte sich das mit besonderem ideologischen Impetus, galt es nun doch aufzuzeigen, dass „der Deutsche … also im Osten in kein Neuland“ komme. In diesem Kontext stehen damalige Forschungen zur Ausbreitung des Magdeburger Rechts und Forschungsreisen deutscher Wissenschaftler der damaligen Zeit in die besetzten Gebiete, insbesondere in das damals so genannte Generalgouvernement. Diese Forschungen führte das Institut zur Erforschung des Magdeburger Stadtrechts durch.

#### Nach 1945: Zwischen konventionellen Bahnen und Neuanfängen
Die Vereinnahmung der westlichen Wurzeln ostmitteleuropäischer Rechtsgeschichte unter dem Nationalsozialismus hat nach dem Zweiten Weltkrieg Forschungen in diese Richtung verstummen lassen, die schwierige Archivsituation in Zeiten des Kalten Krieges tat ein Übriges. In der DDR unterblieben Forschungen zum Sachsenspiegelrecht nahezu gänzlich, da dieses ideologisch aufgeladene Thema zum Aufbau der sozialistischen Gesellschaft als überflüssig galt. Dennoch fand 1959 in Eikes in der DDR gelegenen Herkunftsort Reppichau (zu Eikes Zeit: Repgow) eine Feier statt, als sich seine urkundliche Erwähnung zum 800sten Mal jährte, in deren Rahmen das Recht des Sachsenspiegels der DDR-Justizministerin Hilde Benjamin zu Propagandazwecken auf das „sozialistische Recht“ diente.
In der DDR war die Sachsenspiegelforschung – abgesehen von einer bedeutenden sprachwissenschaftlichen Arbeit Karl Bischofs von 1958 – weitgehend zum Erliegen gekommen. Erst mit den Arbeiten des Hallenser Rechtshistorikers Rolf Lieberwirth ab 1980 wurden wissenschaftlich gesicherte Erkenntnisse zur Person Eikes vorgelegt. Impulsgebend für die Forschung wurde sein Vortrag von 1982. Für die frühe Bundesrepublik sind die Arbeiten des aus dem Exil zurückgekehrten Rechtshistorikers Guido Kisch zu nennen, die starke Rezeption erfuhren. Ferner erschienen seit Ende der 1950er Jahre mehrere neue Texteditionen, die bis in die Gegenwart die maßgeblichen Textgrundlagen für die Forschung sind. Im Jahr 1957 wurde eine Edition des Harffer Sachsenspiegels vorgelegt.
In den 1970er Jahren wurden die Forschungen zwischen Rechtshistorikern und Historikern sowie Sprachwissenschaftlern intensiviert. So untersuchte Peter Johanek das Verhältnis zwischen Eike von Repgow und dem Grafen Hoyer von Falkenstein. Karl Kroeschell wandte sich der grundlegenden Frage nach dem Zusammenhang von Recht und Schriftlichkeit am Beispiel des Sachsenspiegels zu.

#### Moderne Sachsenspiegelforschung
Eine Intensivierung zum sächsisch-magdeburgischen Recht begann Ende der 1980er Jahre, die in Editionen von Schöffensprüchen durch Friedrich Ebel (1983, 1989/1995) Ausdruck fand. Seit den 1970er Jahren erschienen Editionen von allen vier Bilderhandschriften, die sich als wichtige Grundlage für eine reiche interdisziplinäre Forschungsliteratur erwiesen. In engem Zusammenhang mit dem Erscheinen der Editionen der Wolfenbütteler sowie der Oldenburger Bilderhandschrift nebst Kommentierungen steht die Germanistin Ruth Schmidt-Wiegand. Im Jahr 2002 erschien nach einer 250 Jahre langen Geschichte vergeblicher Versuche erstmals eine wissenschaftliche Edition der Buch’schen Glosse zum Sachsenspiegel, welcher weitere Editionen anderer Glossen folgten. Im Jahr 2004 nahm ein mittlerweile abgeschlossenes Forschungsprojekt an der Sächsischen Akademie der Wissenschaften zu Leipzig seine Arbeit auf, das sich mit der systematischen Erforschung des sächsisch-magdeburgischen Rechts in Osteuropa beschäftigte.
Eine herausragende Rolle spielte hierbei der Hallesche Rechtshistoriker Heiner Lück, der eine große Zahl von Arbeiten zu vielen unterschiedlichen Bereichen des Sachsenspiegels aus den letzten Jahrzehnten vorgelegt hat. Lück veröffentlichte unter anderem eine Einführung, die in einer 3. überarbeiteten und erweiterten Auflage erschienen ist. Lück brachte außerdem eine kommentierte Faksimileausgabe des Dresdner Sachsenspiegels heraus und leitet das bei der Sächsischen Akademie der Wissenschaften zu Leipzig angesiedelte Projekt „Das sächsisch-magdeburgische Recht als kulturelles Bindeglied zwischen den Rechtsordnungen Ost- und Mitteleuropas“. Die laufende Edition der Sachsenspiegelglossen erfolgt durch eine Arbeitsstelle der Monumenta Germaniae Historica, die bei der Leipziger Akademie angesiedelt ist. Die Kooperation mit Wissenschaftlern aus diesen Ländern steht für eine Internationalisierung der Sachsenspiegelforschung, von welcher auch das Erscheinen von mehreren Übersetzungen in andere Sprachen Zeugnis ablegt.
Mit dem Fall des Eisernen Vorhangs hat die Erforschung des Magdeburger Rechts wieder neuen Aufschwung nehmen können – gerade auch in Form grenzübergreifender Kooperationen. In jüngerer Zeit hat sich insbesondere die polnische Forschung wieder dem Magdeburger Recht zugewandt, wobei die Sicht auf die gemeinsame Tradition häufig mit einer öffentlichen Inszenierung einherging. So feierte die Stadt Kiew im Jahr 1999 das fünfhundertjährige Jubiläum der Bewidmung mit Magdeburger Recht. 2006 wurde ein ähnliches Jubiläum im ukrainischen Lemberg, 2008 im litauischen Kaunas begangen. In Krakau fand 2007 anlässlich des 750. Jahrestages eine Ausstellung über „Krakau als europäische Stadt des Magdeburger Rechts“ statt, in Magdeburg war ein Jahr zuvor die Wanderausstellung „Sachsenspiegel und Magdeburger Recht. Grundlagen für Europa“ mit Stationen in Halle, Brüssel und Warschau gestartet. In Deutschland gruppierten sich solche Forschungsanstrengungen um die Sächsische Akademie der Wissenschaften zu Leipzig, wo von 2004 bis 2020 das transnationale Projekt „Das sächsisch-magdeburgische Recht als kulturelles Bindeglied zwischen den Rechtsordnungen Ost- und Mitteleuropas“ beheimatet war.

## Ausgaben, Übersetzungen und Handschriften
Ausgaben
- Carl Gustav Homeyer: Des Sachsenspiegels zweiter Theil nebst den verwandten Rechtsbüchern. Band 1: Das sächsische Lehnrecht und der Richtsteig Lehnrechts, F. Dümmler, Berlin 1842
- Carl Gustav Homeyer: Des Sachsenspiegels Erster Theil, oder das sächsische Landrecht. Nach der Berliner Handschrift v. J. 1369. 3. Auflage. F. Dümmler, Berlin 1861.
- Claudius von Schwerin: Sachsenspiegel Landrecht. Reclams Universal-Bibliothek, Leipzig 1934.
- Karl August Eckhardt: Sachsenspiegel. Landrecht (= Monumenta Germaniae Historica. Fontes iuris Germanici antiqui, Nova Series. 1/1), Harrassowitz, Wiesbaden 1955
- Karl August Eckhardt: Sachsenspiegel. Lehnrecht (= Monumenta Germaniae Historica. Fontes iuris Germanici antiqui, Nova Series. 1/2), Harrassowitz, Wiesbaden 1956
- Märta Åsdahl-Holmberg: Der Harffer Sachsenspiegel vom Jahre 1295. C.W.K. Gleerup, Lund 1957
- Karl August Eckhardt: Sachsenspiegel. Quedlinburger Handschrift (= Monumenta Germaniae Historica. Fontes iuris Germanici antiqui. Band 8). Hahn, Hannover 1966.

Hochdeutsche Übersetzung
- Ruth Schmidt-Wiegand, Clausdieter Schott: Eike von Repgow. Sachsenspiegel. (= Glanzlichter der Buchkunst. Band 15). Manesse-Verlag, Zürich 1984, ISBN 3-7175-1656-6.

Zu den Handschriften
- Ulrich-Dieter Oppitz: Deutsche Rechtsbücher des Mittelalters. Band 1: Beschreibung der Rechtsbücher. Böhlau, Köln u. a. 1990, ISBN 3-412-17689-3, S. 21–32
- Frank-Michael Kaufmann: Glossen zum Sachsenspiegel-Landrecht. Buch'sche Glosse (= Monumenta Germaniae Historica. Fontes iuris Germanici antiqui, Nova Series. Band 7/3). Hahn, Hannover 2002, ISBN 3-7752-5465-X, S. 1523–1551.
- Jörn Weinert: Die Dresdner Bilderhandschrift des Sachsenspiegels. Studien zur Schreibsprache. Böhlau, Köln u. a. 2007, ISBN 978-3-412-17206-0.
- Christa Bertelsmeier-Kierst: Kommunikation und Herrschaft. Zum volkssprachlichen Verschriftlichungsprozeß des Rechts im 13. Jahrhundert. In: Zeitschrift für deutsches Altertum und deutsche Literatur. Beiheft 9, 2008, S. 188–190.
- Ruth Schmidt-Wiegand: Der Wolfenbütteler Sachsenspiegel und seine Sonderstellung in der Überlieferung der Rechtsbücher. In: Wolfenbütteler Beiträge 15, 2009, S. 9–43.

Bilderhandschriften und Bild-Text-Bezug
- Karl von Amira: Die Handgebärden in den Bilderhandschriften des Sachsenspiegels (= Bayerische Akademie der Wissenschaften München. Abhandlungen der Philosophisch(-philologischen)-historischen Klasse, Band 23/2), München 1905, S. 163–263
- Karl von Amira: Die Dresdener Bilderhandschrift des Sachsenspiegels. Band 1: Faksimileausgabe. Hiersemann, Leipzig 1902
- Karl von Amira: Die Dresdener Bilderhandschrift des Sachsenspiegels. Band 2: Erläuterungen. Hiersemann, Leipzig 1926
- Ruth Schmidt-Wiegand: Die Wolfenbütteler Bilderhandschrift des Sachsenspiegels und ihr Verhältnis zum Text Eikes von Repgow. Herzog-August-Bibliothek, Wolfenbüttel 1983, ISBN 978-3-88373-038-7
- Ruth Schmidt-Wiegand (Hrsg.): Text – Bild – Interpretation. Untersuchungen zu den Bilderhandschriften des Sachsenspiegels (= Münstersche Mittelalter-Schriften. Band 55). Fink, München 1986, ISBN 3-7705-2333-4
- Ruth Schmidt-Wiegand: Die Bilderhandschriften des Sachsenspiegels als Zeugen pragmatischer Schriftlichkeit. In: Frühmittelalterliche Studien 22, 1988, S. 357–387.
- Ulrich Drescher: Geistliche Denkformen in den Bilderhandschriften des Sachsenspiegels (= Germanistische Arbeiten zur Sprache und Kulturgeschichte. Band 12). Lang, Frankfurt am Main u. a. 1989, ISBN 3-631-41714-4
- Brigitte Janz: "Wir sezzen unde gebiten ...". Der Mainzer Reichslandfrieden in den Bilderhandschriften des Sachsenspiegels. In: Beiträge zur Geschichte der deutschen Sprache und Literatur 112, 1990, S. 242–266
- Ruth Schmidt-Wiegand, Wolfang Milde: Gott ist selber Recht. Die vier Bilderhandschriften des Sachsenspiegels. Oldenburg, Heidelberg, Wolfenbüttel, Dresden. (= Ausstellungskatalog der Herzog August Bibliothek. Band 67). Wolfenbüttel 1992, ISBN 3-88373-067-X.
- Dagmar Hüpper: Funktionstypen der Bilder in den Codices picturati des Sachsenspiegels. In: Hagen Keller, Klaus Grubmüller, Nikolaus Staubach (Hrsg.): Pragmatische Schriftlichkeit im Mittelalter. Erscheinungsformen und Entwicklungsstufen (= Münstersche Mittelalter-Schriften. Band 65). Fink, München 1992, S. 231–250 (online)
- Ruth Schmidt-Wiegand (Hrsg.): Die Wolfenbütteler Bilderhandschrift des Sachsenspiegels. Aufsätze und Untersuchungen. Kommentarband zur Faksimile-Ausgabe. Akademie-Verlag, Berlin 1993, ISBN 3-05-002359-7
- Ruth Schmidt-Wiegand: Der Oldenburger Sachsenspiegel. Vollständige Faksimile-Ausgabe des Oldenburger Sachsenspiegels, Codex Picturatus Oldenburgensis CIM 1410 der Landesbibliothek Oldenburg. Band 2, Interimskommentar (= Codices selecti phototypice impressi. Band 101), Akademische Druck- und Verlagsanstalt, Graz 1993, ISBN 3-201-01623-3.
- Beiträge zur Oldenburger Bilderhandschrift des Sachsenspiegels (= Vorträge der Oldenburgischen Landschaft. Band 25), herausgegeben von der Oldenburgischen Landschaft. Isensee, Oldenburg 1994
- Ruth Schmidt-Wiegand: Der Oldenburger Sachsenspiegel. Vollständige Faksimile-Ausgabe des Oldenburger Sachsenspiegels, Codex Picturatus Oldenburgensis CIM 1410 der Landesbibliothek Oldenburg. Band 1, 3–5 (= Codices selecti phototypice impressi. Band 101). Akademische Druck- und Verlagsanstalt, Graz 1995.
- Ruth Schmidt-Wiegand: Autor und Illustrator in den Bilderhandschriften des Sachsenspiegels. In: Gerhard Köbler (Hrsg.): Wirkungen europäischer Rechtskultur. Festschrift Karl Kroeschell zum 70. Geburtstag. Beck, München 1997, ISBN 3-406-42994-7, S. 1043–1064.
- Ruth Schmidt-Wiegand: Eike von Repgow – Sachsenspiegel. Die Wolfenbütteler Bilderhandschrift Cod. Guelf. 3.1 Aug. 2°. Band 1: Faksimile. Berlin 1993.
- Ruth Schmidt-Wiegand: Eike von Repgow – Sachsenspiegel. Die Wolfenbütteler Bilderhandschrift Cod. Guelf. 3.1 Aug. 2°. Band 2: Textband. Akademie-Verlag, Berlin 1993.
- Henrike Manuwald: Mediale Inszenierungen von Geschichtsmodellen in den Codices picturati des "Sachsenspiegels". In: Ludger Grenzmann, Burkhard Hasebrink, Frank Rexroth (Hrsg.): Geschichtsentwürfe und Identitätsbildung am Übergang zur Neuzeit (= Abhandlungen der Akademie der Wissenschaften zu Göttingen. Neue Folge, Band 41). De Gruyter, Berlin/Boston 2016, ISBN 978-3-11-049698-7, S. 114–157.
- Henrike Manuwald: Rechtsgewohnheiten zum Anschauen. Die Bilderhandschriften des Sachsenspiegels. In: Gabriele Köster, Christina Link (Hrsg.): Faszination Stadt. Die Urbanisierung Europas im Mittelalter und das Magdeburger Recht. Sandstein, Dresden 2019, ISBN 978-3-941057-16-6, S. 104–121.
- Dietlinde Munzel-Everling: Der Sachsenspiegel. Die Heidelberger Bilderhandschrift. Faksimile – Transkription – Übersetzung – Bildbeschreibung. Heidelberg 2009 (interaktive CD-ROM)
- Raphael Holfeld, Julia-Katharina Horn: Calefurnia – eine römische Frau im Sachsenspiegel? Zur schriftlichen, mündlichen und rechtsikonografischen Überlieferung. In: Zeitschrift der Savigny-Stiftung für Rechtsgeschichte. Germanistische Abteilung 139, 2022, S. 4–85.
- Walter Koschorreck, Wilfried Werner: Der Sachsenspiegel. Die Heidelberger Bilderhandschrift Cod. Pal. Germ. 164. Insel-Verlag, Frankfurt am Main 1989, ISBN 978-3-458-16044-1.
- Heiner Lück: Dresdner Sachsenspiegel. Drei Bände: Vollständige Faksimile-Ausgabe im Originalformat des Dresdner Sachsenspiegels, Interimskommentar und Textband (= Codices selecti phototypice impressi. Band 107). Akademische Druck- und Verlagsanstalt, Graz 2002–2006, ISBN 3-201-01856-2.

### Editionen
- Sachsenspiegel in den Monumenta Germaniae Historica
- Sachsenspiegel als elektronischer Volltext im Textarchiv des Deutschen Rechtswörterbuchs

### Digitalisate von Handschriften
- Die Dresdner Bilderhandschrift des Sachsenspiegels. Mscr. Dresd. M. 32. Angebot der SLUB Dresden
- Die Heidelberger Bilderhandschrift des Sachsenspiegels – digital. Angebot der UB Heidelberg
- Die Oldenburger Bilderhandschrift des Sachsenspiegels – digital. Angebot der Landesbibliothek Oldenburg
- Sachsenspiegel. In: kulturerbe.niedersachsen.de (Handschrift der Landesbibliothek Oldenburg; 279 S.)
- Der Wolfenbütteler Sachsenspiegel (mit Transkription und Übersetzung), Digitalisat der Handschrift der Herzog August Bibliothek. In: sachsenspiegel-online.de
- Das sächsische Landrecht. Online-Konglomerat älterer Drucke. In: feudalismus.eu/sachsenspiegel
- Sachsenspiegel. Konrad von Würburg Handschrift der Staats- und Universitätsbibliothek Bremen von 1342
- Sachsenspiegel – LLB Mscr 60 Angebot der Lippischen Landesbibliothek